# Cryptopsy
Cryptopsy es una influyente banda de metal proveniente de Montreal, Canadá, en 1988. Los miembros fundadores de Cryptopsy incluyen a Lord Worm (vocalista), Jon Levasseur (guitarra), Steve Thibault (bajo) y Flo Mounier (batería). A lo largo de los años, la alineación de la banda ha cambiado varias veces, pero Flo Mounier ha sido una constante y un miembro destacado de la banda.

## Historia
La banda fue fundada en 1988 por el guitarrista Steve Thibault y el vocalista Lord Worm. La banda rápidamente reclutó al bajista Kevin Weagle. En 1993, la banda lanzó su demo debut Ungentle Exhumation. Este demo fue relanzada por el sello local Gore Records (después llamado Great White North), lo cual les proporcionó algo de atención en el death metal underground, así como por parte del sello alemán Invasion Records.
Al año siguiente, Kevin Weagle fue reemplazado por Martin Fercuson, y Dave Galea se fue para ser reemplazado por Jon Levasseur. Esta formación grabó en 1994 su álbum debut, Blasphemy Made Flesh, que primero fue lanzado independientemente y después licenciado por Invasion Records. Sin embargo, debido a dificultades y desacuerdos con Invasion Records, quienes terminaron quebrando a causa de problemas financieros, el álbum quedó en posesión del sello holandés Displeased Records. Después de una exitosa gira para promocionar Blasphemy Made Flesh, el guitarrista Steve Thibault dejó la banda. El bajista Martin Fercuson también fue reemplazado por el ahora conocido bajista de death metal Eric Langlois, cuyo estilo incorpora funk en el metal extremo de Cryptopsy.
En 1996, la formación de Lord Worm, Flo Mounier, Jon Levasseur y Eric Langlois lanzó el álbum None So Vile con el sello sueco Wrong Again Records. Este álbum lleva los elementos extremos y técnicos más allá que su anterior álbum y es considerado una prueba de technical brutal death metal. Los riffs de Jon Levasseur son complejos y difíciles de realizar a altas velocidades, aun teniendo un tono muy pegadizo a través del álbum. Su guitarra solista consiste en solos muy rápidos y complejos, con obvia influencia de guitarristas como Chuck Schuldiner. Aunque Jon Levasseur se encargó de todas las partes de guitarra en el álbum, un segundo guitarrista llamado Miguel Roy se unió a la banda para el tour. El álbum None So Vile es también considerado uno de los discos más brutales de la historia junto al Butcher The Weak de Devourment, debido especialmente a la habilidad de Flo Mounier en la batería y la voz de Lord Worm.
Después del tour para promocionar None So Vile, Lord Worm dejó la banda, enfocándose en su carrera como maestro de inglés. La banda había tenido algunas diferencias musicales también, mientras el resto de la banda esperaba desarrollarse y expandirse más, Lord Worm expresaba un disgusto por el camino experimental que Cryptopsy había tomado.
A principios de 1997, el nuevo vocalista, Mike DiSalvo, entra a la banda. Él era un estadounidense de Boston y fue aprobado por Lord Worm para ser el nuevo vocalista. Mike DiSalvo usa un estilo vocal diferente del de Lord Worm, y tiene una voz más inteligible, algo menos extrema y más hardcore. En julio de 1997, la aparición de Cryptopsy en el Milwaukee Metalfest XI ganó la atención de muchos metaleros estadounidenses, así como una gran marca, Century Media.
El siguiente álbum de Cryptopsy, Whisper Supremacy, fue lanzado en Century Media en 1998, y presenta a Miguel Roy en la segunda guitarra. Este disco lleva el estilo de Cryptopsy más lejos, incorporando algunos elementos de Jazz-fusion, muy evidente en la canción "Cold Hate, Warm Blood". Algunos critican el estilo vocal de Mike DiSalvo, citando que era muy similar al de los vocalistas de hardcore y prefieren el estilo más extremo de death metal de Lord Worm, mientras que algunos prefieren la presencia vocal más accesible de DiSalvo. El tour para promocionar Whisper Supremacy también lleva a la banda a su primer viaje por los Estados Unidos, incrementando su base de fanes significativamente.
Cryptopsy lanzó su cuarto álbum de estudio …And Then You'll Beg, en el 2000. El álbum presenta un nuevo guitarrista, Alex Auburn, reemplazando a Miguel Roy. Alex también toca más solos, y después reemplazaría a Levasseur como guitarrista principal. Este álbum es visto como un poco menos extremo que álbumes previos, pero es más experimental y técnico que nunca. Este álbum también incorpora más elementos progresivos a su música. Después de la primera parte del tour, Mike DiSalvo deja la banda para vivir una vida familiar con su novia en Montreal y con un hijo en camino. Un nuevo cantante tenía que ser reclutado para el tour europeo y japonés.
En el 2001, un fan de Cryptopsy de Montreal, Martin LaCroix, tomo la posición de cantante. Su estilo fue visto por muchos fanes entre los estilos de Lord Worm y Mike DiSalvo, haciéndolo una conveniente elección para liderear la banda. En julio de 2002, Cryptopsy tocó su primer concierto en su pueblo natal (Montreal) en cuatro años, y atrajo una audiencia de más de 2000, que es mucho para un concierto de death metal. El concierto fue grabado y lanzado como un álbum en vivo, None So Live, en mayo de 2003. Este lanzamiento fue la única contribución de LaCroix a la discografía de Cryptopsy.
Después en 2003, se anunció que Lord Worm, vocalista original de Cryptopsy, se había reunido con la banda. En el verano del 2004, Cryptopsy tocó en Montreal, y continuo un tour completo por Canadá el 7 de septiembre, con el anterior guitarrista Miguel Roy en ausencia de Jon Levasseur. Comenzando el 9 de octubre, Daniel Mongrain, guitarrista de Martyr y Gorguts, se encargó de la segunda guitarra para las fechas en vivo.
El 31 de enero de 2005, Jon Levasseur anuncia que pierde interés en la música extrema y amigablemente deja Cryptopsy. Daniel Mongrain permanece en la guitarra para el tour Back to the Worm. Después de que el tour se completara Mongrain deja la banda. Se anunció que el siguíente álbum de Cryptopsy, Once Was Not, sería lanzado el 18 de octubre de 2005. El álbum presenta a Lord Worm, Flo Mounier, Eric Langlois, y Alex Auburn tomando todas las guitarras excepto en el track "Luminum". El 28 de septiembre fue anunciado que el nuevo guitarrista de gira sería Christian Donaldson de Mythosis. La banda completa un tour por Estados Unidos con Suffocation, Despised Icon y Aborted.
Christian Donaldson fue contratado como miembro permanente de la banda después de su segundo tour por Europa, Reino Unido y Escandinavia.
El 23 de 2007, Criptopsy anuncia que Lord Worm fue sacado de la banda y que la banda busca nuevo vocalista. El grupo anuncia que busca a alguien que pueda cantar limpio y que también pueda gruñir y gritar.
En 2008 Cryptopsy grabó un nuevo álbum de estudio llamado The Unspoken King, el disco fue bastante criticado por cambiar completamente el estilo de la banda, añadiendo voces limpias y un sonido totalmente deathcore, a lo que muchos fanes llamaron "una blasfemia contra ellos mismos". Sin embargo a pesar del cambio, la banda sigue manteniendo en este disco la técnica y la calidad musical por la que es conocida.
El baterista y líder de la banda Flo Mounier dijo en una entrevista que Cryptopsy aún sigue buscando su verdadero sonido y que era la primera vez que habían podido experimentar con voces limpias, lo que tranquilizo en cierto modo a algunos fanes ya que sospechan que en el nuevo material de la banda se vuelva a los inicios.
El 11 de septiembre de 2012 publican su último álbum titulado Cryptopsy, en él regresan a su tan conocido sonido brutal lleno de técnica, dejando de lado el deathcore presentado en The Unspoken King.
El 12 de octubre de 2012 el sello discográfico Century Media edita un doble disco recopilatorio bajo el título "The Best Of Us Bleed" y ya en 2015 el 30 de octubre lanzan un EP con cuatro canciones bajo el título "The Book Of Suffering, Tomo I".
En 2017 lanzan "The Book Of Suffering, Tomo II" y en 2019 hacen un recopilatorio de sus dos EPS de nombre "The Book Of Suffering".
Después de 11 años de no lanzar un álbum de forma oficial, el 8 de septiembre de 2023 lanzan su álbum "As Gomorrah Burns", un álbum que se estuvo preparando desde la pandemia del COVID-19 en 2020, una sorpresa para sus aficionados,  culminando con la búsqueda de su sonido y demostrando una evolución completa de la banda, álbum el cual ha sido considerado hasta ahora uno de sus mejores trabajos. Ser de los mejores exponentes del death metal a inicios de los 90 hasta llegar a un álbum con un sonido brutal, técnica y rapidez, de las cuales se destacan las canciones: In Abeyance, Ill Ender y Obeisant. 
A pesar de las advresidades y cambios, los cuatro integrantes han mantenido vivo a un nuevo y evolucionado Cryptopsy.

## Miembros

### Miembros actuales
- Flo Mounier – batería, coros (1992–actualidad)
- Christian Donaldson – guitarra (2005–actualidad)
- Matt McGachy – voz (2007–actualidad)
- Olivier Pinard – bajo (2012–actualidad)

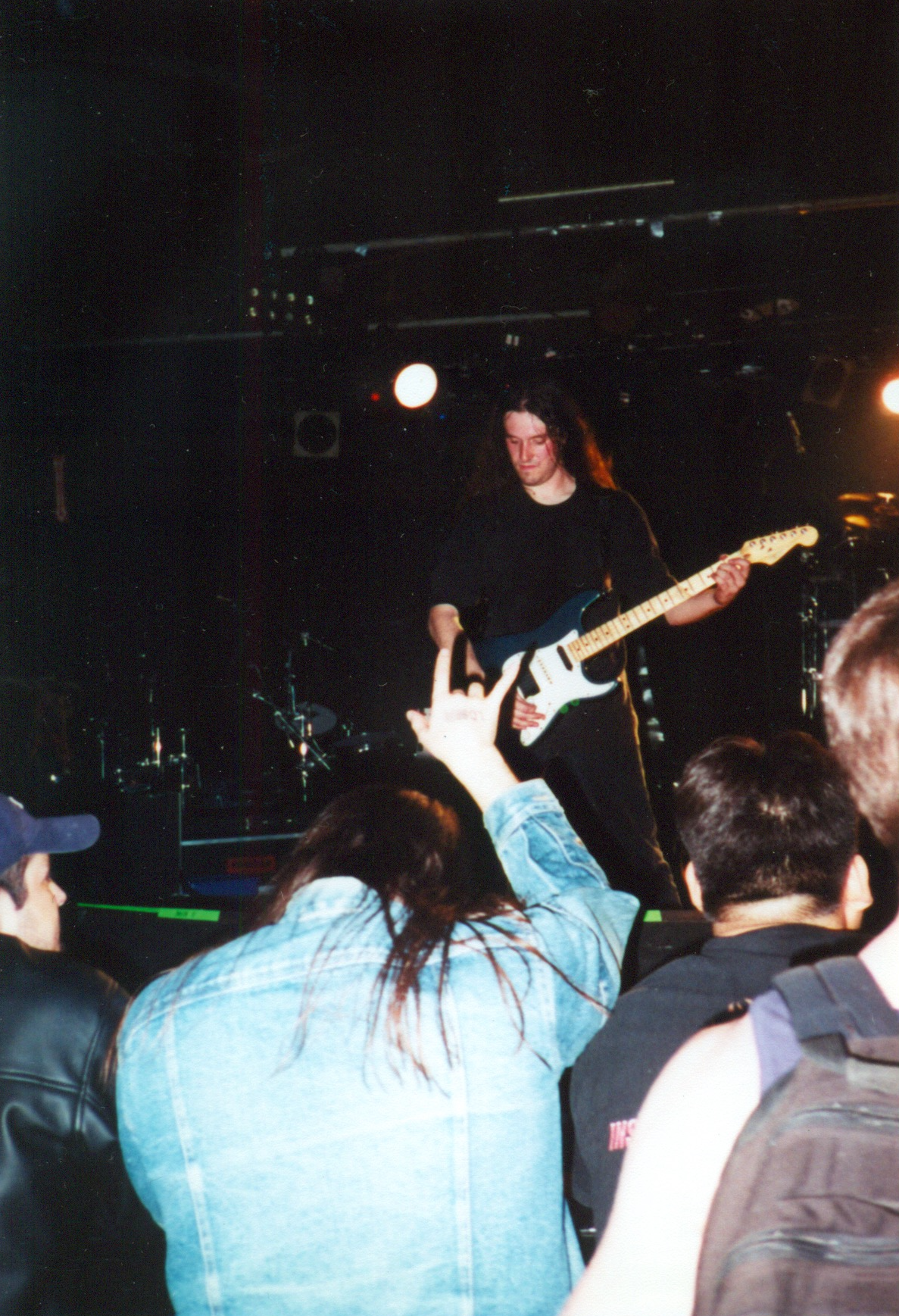
El ex-guitarrista Jon Levasseur en vivo en Austin, Texas (2003)

### Miembros pasados
- Mike Atkin – batería (1988–1992)
- John Todds – bajo, coros (1988–1992)
- Steve Thibault – guitarra rítmica, coros (1988–1995), lead guitar (1988–1992)
- Lord Worm – voz (1988–1997, 2003–2007) (ex-Rage Nucléaire, ex-Necrosis)
- Dave Galea – guitarra principal (1992–1993)
- Kevin Weagle – bajo (1992–1994)
- Jon Levasseur – guitarra principal (1993–2005, 2011–2012)
- Martin Fergusson – bajo (1994)
- Miguel Roy – guitarra rítmica (1995–1999)
- Eric Langlois – bajo (1995–2011)
- Mike DiSalvo – voz (1997–2001) (Coma Cluster Void, Akurion, Conflux, ex-Infestation, ex-Mabbus)
- Alex Auburn – guitarra rítmica, voz (1999–2009)
- Martin Lacroix – voz (2001–2003, died 2024)[1] (ex-Serocs, ex-Spasme)
- Daniel Mongrain – guitarra principal (2004-2005 touring)
- Maggy Durand – teclados (2007–2008)
- Youri Raymond – guitarra rítmica (2009–2011), bajo (2011), coros (2009–2011)
- Dominic Grimard – bajo (2018–2019)

## Discografía
- Ungentle Exhumation (Demo, 1993)
- Blasphemy Made Flesh (1994)
- None So Vile (1996)
- Whisper Supremacy (1998)
- ...And Then You'll Beg (2000)
- None So Live (2003)
- Once Was Not (2005)
- The Unspoken King (2008)
- Cryptopsy (2012)
- The Best Of Us Bleed (2012) Recopilatorio
- The Book Of Suffering: Tome 1 (2015) EP
- The Book Of Suffering: Tome 2 (2018) EP
- As Gomorrah Burns (2023)